# Крамаренко, Владимир Анатольевич
Владимир Анатольевич Крамаренко (1 мая 1986) — российский футболист.

## Биография
В 2004 году попал в заявку «Сатурна» из Егорьевска, однако матчей во втором дивизионе не провёл. В 2005 году находился в заявке клуба «Локомотив-НН», за который также не сыграл. С 2005 по 2006 годы играл в различных любительских клубах, среди которых: «Локомотив-Водник», «Нара-Десна-2» и «Олимп» (Железнодорожный). В сезоне 2007/08 выступал за азербайджанский клуб «Гянджларбирлийи», за который в высшей лиге провёл 3 матчей, в которых пропустил 9 голов. С 2008 по 2009 годы играл за любительские клубы ТЕКС, «Серп и Молот» и «Зеленоград».